# Hennie Aucamp
Hennie Aucamp (1934 - 2014) fue un poeta afrikáans, cuentista, cabaretista y académico. Se crio en una granja en las montañas de Stormberg y se matriculó en Cabo Jamestown antes de continuar sus estudios superiores en la Universidad de Stellenbosch. Murió en Ciudad del Cabo a los 80 años el 20 de marzo de 2014, desde causas no reveladas.

## Cuentos
- Een somermiddag  (1963)
- Die hartseerwals: verhale en sketse (1965)
- Spitsuur (1967)
- ’n Bruidsbed vir Tant Nonnie (1970)
- Hongerblom: vyf elegieë (1972)
- Wolwedans: ’n sort revue (1973)
- Dooierus (1976)
- Enkelvlug (1978)
- Volmink (1981)
- Vir vier stemme (1982) (Limited Edition of 25 copies)
- Wat bly oor van soene? (1986)
- Dalk gaan niks verlore nie en ander tekste (1992)
- Gewis is alles net ’n grap en ander stories (1994)
- Ook skaduwees laat spore (2000)
- In die vroegte: herinneringe en refleksies (2003)
- 'n Vreemdeling op deurtog (2007)

## Poesía
- Die lewe is ’n grenshotel: ryme vir pop en kabaret (1977)
- Die blou uur: 50 cocktail-kwatryne (1984)
- Rampe in die ruigte: fabels vir almal (1996)
- Koerier: 69 opdrag- en ander kwatryne (1999)
- Lyflied: ’n keur uit sy liedtekste (1999)
- Hittegolf: wulpse sonnette met ’n nawoord (2002)
- Dryfhout: 40 verse (2005)
- Vlamsalmander (2008)

## Textos de Cabaret & Juegos
- Papawerwyn en ander verbeeldings vir die verhoog (1980)
- Met permissie gesê: ’n kabaret (1980)
- Slegs vir almal: ’n kabaret oor selfsug (1986)
- By Felix en Madame en ander eenbedrywe (1987)
- Teen latenstyd: verdere lirieke 1980-1986 (1987)
- Sjampanje vir ontbyt: drie verwante eenbedrywe (1988)
- Punt in die wind: ’n komedie met drie bedrywe en ’n nadraai (1989)
- Brommer in die boord (1990)
- Dubbeldop: kabarettekste en –opstelle (1994)
- Van hoogmoed tot traagheid, of, Die sewe doodsondes (1996)

## Crítica
- Kort voor lank: opstelle oor kortprosatekste (1978)
- Woorde wat wond: geleentheidstukke oor randkultuur (1984)
- Die blote storie: ’n werkboek vir kortverhaalskrywers (1986)
- Dagblad (1987)
- Die blote storie 2: ’n werkboek vir kortverhaalskrywers (1994)
- Windperd: opstelle oor kreatiewe skryf (1992)
- Beeltenis verbode: bespiegelinge oor egodokumente en biografieë (1998)

## Libro de viaje
- Karnaatjie: reissketse en essays (1968)
- In lande ver vandaan: China – Tibet – Nepal: ’n toerjoernaal (2001)

## Diarios
- Gekaapte tyd: ’n kladboek September 1994 – Maart 1995 (1996)
- Allersiele: ’n dagboek Mei 1995 – Februarie 1996 (1997)
- Skuinslig: ’n dagboek Maart 1996 – April 1997) (2003)

## Selecciones del propio trabajo
- In een kraal: ’n keuse uit die prosa van Hennie Aucamp (1978)
- Brandglas: ’n keuse uit sy verhale (1987)

## Recopilaciones
- ’n Baksel in die more: boerestories uit die Stormberge (1973)
- Hoorspelkeur; radiodramas deur Hennie Aucamp et al. (1983)

## Conmemorativo
- M.E.R. 100 (1975)
- ’n Boekreis ver (1991)
- Bly te kenne: ’n bundel portrette (2001)
- ’n Skrywer by sonsopkoms: Hennie Aucamp 70 (compiled by Lina Spies and Lucas Malan).

## En la traducción
- House visits: a collection of short stories; translated by Ian Ferguson (2005)
- Brecht sing Afrikaans (1983) (with Arnold Blumer & ander)

## Ingenio
- Kommerkrale: ’n AB-jap vir akoliete (1983)
- Pluk die dag: aforismes en ander puntighede (1994)

## Premios
- 1970 – Tafelbergprys
- 1974 – W.A. Hofmeyrprys
- 1980 – ATKV-prys vir Drama
- 1996 – Recht Malan-prys
- 1982 – Hertzogprys
- 1987 – Fleur du Cap-toneelprys
- 2004 – ATKV-Prestigetoekenning
- 2004 – Fleur du Cap-teaterprys vir lewenswerk en bydrae tot teater
- 2004 – Afrikaans Onbeperk Kanna vir Lewensbydrae
- 2004 – LitNet se Mont du Toit Kelder-wyngedigtekompetisie
- 2006 – Gustav Preller-prys vir Literatuurwetenskap